# Fuchsia cyrtandroides
Fuchsia cyrtandroides är en dunörtsväxtart som beskrevs av John William Moore. Fuchsia cyrtandroides ingår i släktet fuchsior, och familjen dunörtsväxter. Inga underarter finns listade i Catalogue of Life.